# Château du Verger de Montigné
Pour les articles homonymes, voir Château du Verger.
 (mars 2015).
Le château du Verger de Montigné, est un château en ruine situé en Mayenne, à Montigné-le-Brillant, lieu-dit le Verger" dans le bourg.

## Désignation
- Les terres et lieux du Vergier, 1444[1] ;
- Le chasteau du Verger, nommé le chasteau de Montigné, 1633[2] ;
- Le Verger, manoir[3]
- La Carte de Cassini indique le château, près du bourg, sans légendes.

## Historique
Fief à simple justice foncière, mouvant du comté de Laval par la châtellenie de Montigné, sous le devoir d'un cheval de service, apprécié à 10 sols par an. Le seigneur du Verger présentait à la chapelle de Sainte-Marguerite. René de La Porte, acquéreur, prit le titre de seigneur de Montigné dans l'inscription d'une cloche qu'il nomma vers 1700. M. Duchemin, en 1723, nomme son manoir le château de Montigné. Le duc de la Trémoïlle protesta contre ces innovations qui tendaient à une usurpation de ses droits de châtelain.
Le château, probablement construit par François de la Pommeraie, vers 1500, avait en 1663 portail, corps de logis, pavillons, tours, galeries, fuye à pigeons, deux cours et trois jardins ; le tout clos de murailles, contenant ensemble deux journaux et demi ; deux vergers et un petit étang à la proximité des jardins, contenant ensemble trois journaux ; le parc tout enclos de murailles, consistant en deux chesnaies et une châtaigneraie, contenant 7 à 8 journaux, dans lequel il y a des jeux de pail-mail, de paulme et de bille. Tout a été détruit vers 1800, sauf les deux tours qui donnent encore un cachet féodal au bourg qu'elles dominent.

## Liste des seigneurs
La famille de Lancrau est de vieille noblesse, originaire de la terre de Lancrau à Chantocé, mais qu'on trouve dès le commencement du XVe siècle au Verger de Montigné, au Bois-Ragot de Cossé-le-Vivien, à la Saudraie surtout qui resta pendant plus d'un siècle sa résidence principale, et qui par l'alliance avec les Bréon s'est installée en Mayenne.
Les armes qu'elle déclare en 1667 et qu'elle porte toujours sont : d'argent au chevron de sable, accompagné de 3 roses de gueules boutonnées d'or, 2 et 1.
- Jean de Lancrau, 1407 ;

### Famille de la Pommeraie

Armes de la Pommeraie : de gueules à 3 grenades d'or

- Jean de la Pommeraie, 1444, attaché au service du seigneur de Marboué, 1461, 1467 ;
- François de la Pommeraie, mari de Catherine Courte, 1492, mort le 4 juillet 1527[5] ;
- Olivier de la Pommeraie, prêtre, curé de Montigné, doyen de Laval, 1527, 1543. Il vend le Verger de Montigné et la seigneurie à Georges de la Pommeraie, son frère, capitaine de la Bretèche, pour une rente de 100 écus d'or, rachetable par le versement en 3 fractions de 3 000 écus d'or, 23 juillet 1545[6] ; ;
- Jean de la Pommeraie, neveu du précédent, fils de Gilles de la Pommeraie ;

### Famille de Birague
- François de Birague, mari de Jeanne de la Pommeraie, héritière d'Entrammes et du Verger, 1574 ; Le château était inhabité en 1577, mais noble Charles de la Pommeraie demeurait encore au bourg de Montigné. François de Birague, issu du mariage ci-dessus, capucin, se nomma en religion François de Montigné ;
- Les Birague furent dès lors seigneurs du Verger ;
- Renée Granier, vicomtesse de Birague, meurt au château du Verger, lègue une rente aux pauvres et veut être inhumée à l'église, 1656.
- Jacques, vicomte de Birague, demeure au Verger, 1657 ;
- Ambroise de Birague vend le Verger à René de La Porte, juge à Laval, vers 1690 pour 23 300 livres, puis la famille demande le retrait lignager, et une transaction a lieu en 1715 entre Guy de Gencian, mari de Marie de la Porte, et les Birague, en vertu de laquelle ceux-ci rentrent en possession de la terre où elle se trouve ;
- Charles-Joseph de Birague et Charlotte-Claude, sa sœur, vendirent de nouveau en 1752 à Jean-Baptiste Duchemin de Mottejean, mari de Jeanne Dubois. La terre était séquestrée en 1793 sur Marie-Ambroise Duchemin.

## Source
- « Château du Verger de Montigné », dans Alphonse-Victor Angot et Ferdinand Gaugain, Dictionnaire historique, topographique et biographique de la Mayenne, Laval, A. Goupil, 1900-1910 [détail des éditions] (BNF 34106789, présentation en ligne), t. III, p. 868.